# Palacio de Egas
El palacio de Egas fue la residencia de los reyes de Macedonia en los periodos clásico (siglo IV a. C.) y helenístico. Situado en la antigua ciudad de Egas —la actual Vergina—, los restos de este edificio han sido restaurados desde 2007 hasta su inauguración en 2024 formando parte del Museo Policéntrico de Egas. Se trata del único palacio de Grecia conocido de la época clásica y se erigió como arquetipo de otros palacios del periodo helenístico en diferentes reinos.

## Historia
La cronología de los elementos principales de este palacio se sitúa en el siglo IV a. C. Aunque para algunos estudiosos existen dudas sobre si su construcción debe asignarse a Filipo II de Macedonia o a Casandro de Macedonia, predomina la postura de los que lo relacionan con Filipo II. En este caso, estiman que estuvo terminado en 336 a. C., para la celebración de la boda de Alejandro I de Epiro con Cleopatra de Macedonia, hija de Filipo II. Se ha sugerido que el arquitecto pudo haber sido Piteo.
En 168 a. C.,—o en 148 a. C., según algunas publicaciones— el palacio fue destruido por el ejército romano y ya nunca se volvió a reconstruir, pero la presencia en este lugar de un altar en la época romana tardía junto a restos de sacrificios indican que algunas partes del palacio siguieron siendo utilizadas como lugar de culto. En época bizantina surgió el nombre de Palatitsia para el lugar, como un recuerdo de que fue la sede de un palacio, que perduró hasta época moderna. Posteriormente se construyó la iglesia de Ayia Triada.

## Arqueología y restauración

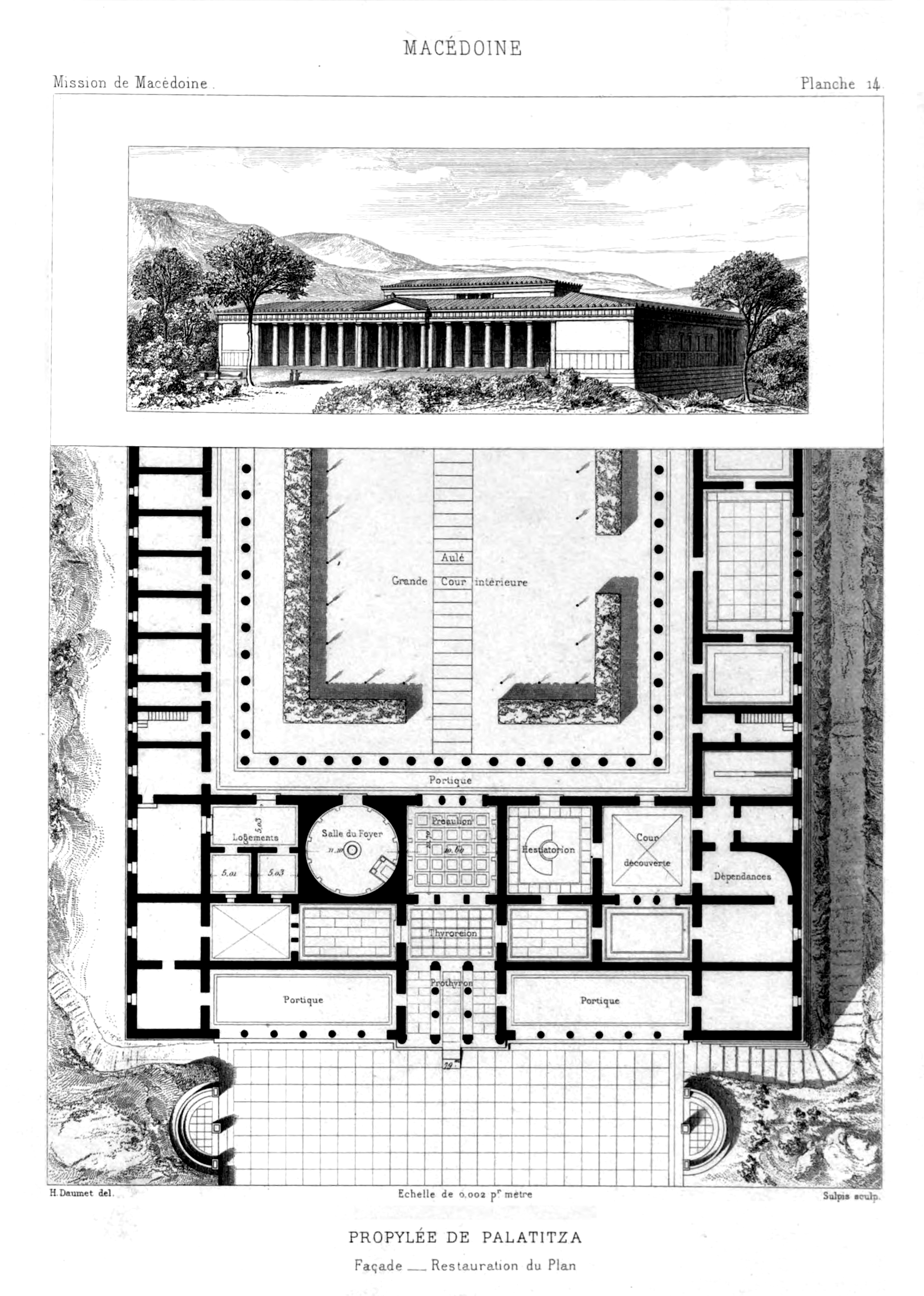
Plano de la restauración del propileo del palacio, en 1876.

El palacio fue redescubierto por el arqueólogo francés León Heuzey en 1855, y algunos años después, en 1861, junto a Honoré Daumet, inició las primeras investigaciones arqueológicas.
Posteriormente se realizaron otros trabajos arqueológicos entre 1938 y 1940, bajo la dirección de Konstantinos Romaios, que volvió a excavar en el lugar, junto a Jaralambos Makaronas entre 1954 y 1956, trabajos que fueron continuados por Georgios Bakalakis y Manolis Andrónikos a partir de 1959. En 1961 fue desmantelada la iglesia de Ayia Triada, para poder realizar excavaciones arqueológicas. Desde 1972 los trabajos fueron dirigidos por Andrónikos, luego por Jrisula Saatsoglu y luego por Angeliki Kottaridi.
El proceso de restauración del palacio comenzó en 2007, que incluyó trabajos de consolidación y anastilosis, centrados principalmente en el peristilo, los propileos, los mosaicos, parte de la fachada y las bóvedas. Esta restauración finalizó en 2024, cuando el palacio fue abierto al público como parte del Museo Policéntrico de Egas.
No obstante, el departamento helénico del ICOMOS emitió un comunicado de prensa en el que critica el trabajo del equipo de los restauradores, tanto por la utilización de un amplio porcentaje de material moderno en los trabajos, como por establecer conclusiones respecto al uso y características del edificio que no concuerdan con un acertado análisis de los argumentos científicos. Según este comunicado, la cronología del edificio es posterior a la época de Filipo II y ni siquiera cabe asignarle la función de residencia de reyes, dado que la capital del reino estaba en otra ciudad, Pela, y destacan que la calidad de los materiales constructivos no era alta y que no aprecian pruebas de que hubiera un segundo piso, así que se inclinan por que el edificio tenía únicamente la función de lugar para celebración de banquetes relacionados con actividades de culto. Este comunicado fue a su vez contestado por otro comunicado de Angeliki Kottaridi en el que defiende su trabajo recalcando que la cronología del monumento se apoya en hallazgos de cerámica, monedas y sólidas comparaciones de las características de los elementos arquitectónicos y señala que los críticos desconocen o silencian premeditadamente la parte de la literatura científica que apoya las conclusiones de los restauradores sobre el edificio.

## Ubicación y características

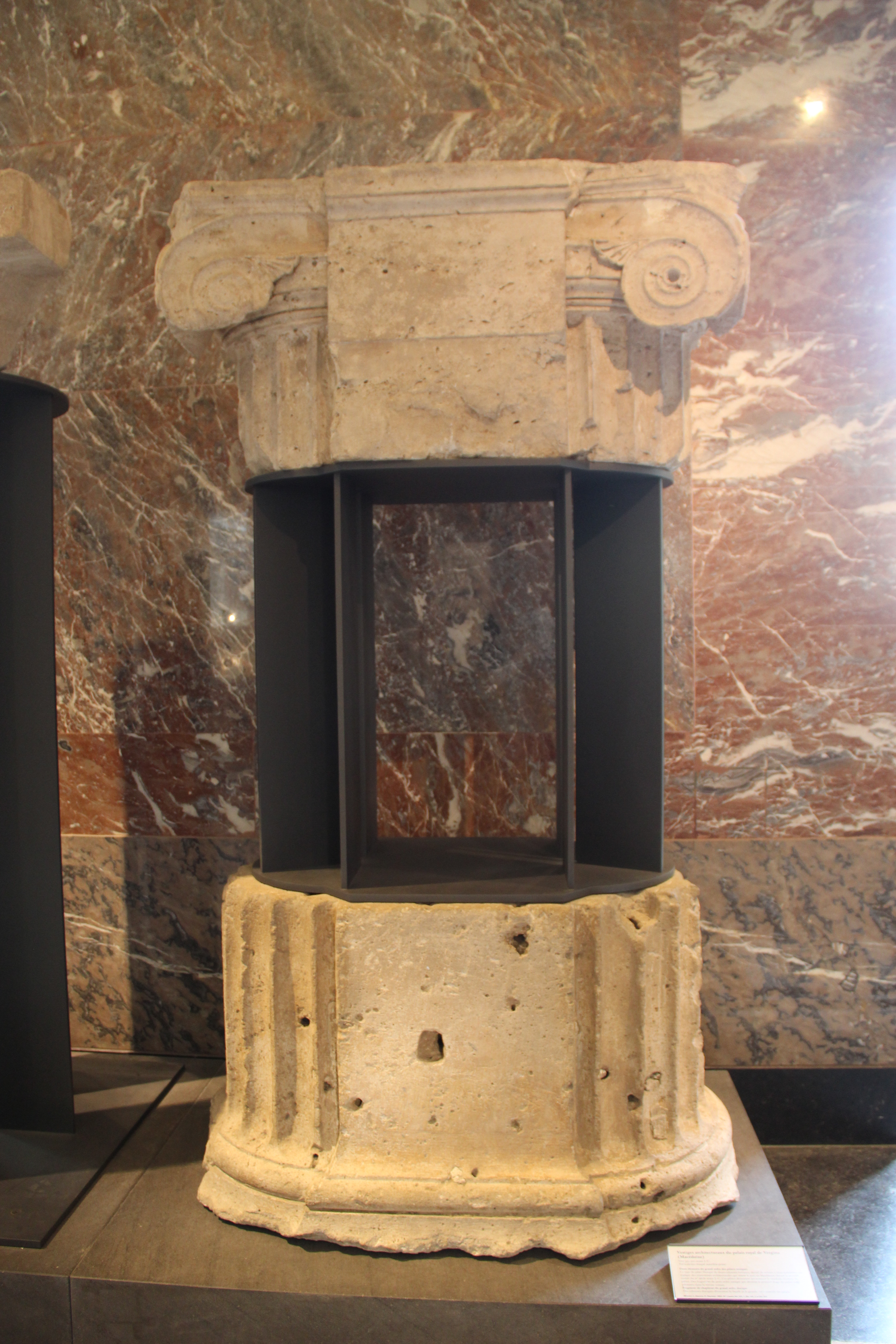
Demostración parcial de una columna jónica del palacio.

El lugar del palacio está junto a un roble centenario, en la ladera de la acrópolis de Egas, que fue la primitiva capital del Reino de Macedonia hasta que en algún momento del siglo IV a. C., la capital pasó a ser la ciudad de Pela. En sus inmediaciones se encontraba un teatro. 
El palacio era un gran edificio de planta rectangular que constaba de dos pisos en algunas partes y cuya superficie era de unos 9250 m2 en la planta baja. Las estructuras arquitectónicas estaban revestidas con morteros de mármol. La entrada, en el lado oriental, estaba formada por un propileo con columnas dóricas. Otras partes del palacio tenían columnas de orden jónico.
El patio, cuadrado, estaba rodeado por un peristilo de 16 columnas dóricas en cada lado coronadas por un friso. Había una sala circular en el lado oriental, posiblemente de carácter sagrado, donde se hallaron inscripciones que mencionan a Heracles Patroo, que era adorado por los macedonios como un antepasado suyo. También se ha sugerido que en esta estancia estaría ubicado el trono real. 
Por otra parte había, en el norte y en el este, salas para banquetes cuyo suelo estaba decorado con mosaicos. En el lado del sur había cinco salas con suelos también adornados por mosaicos; y otras tres grandes salas en la parte occidental. Una nueva ala occidental amplió las áreas residenciales del palacio en el periodo de los reyes antigónidas, en el siglo III a. C.
De entre los mosaicos, uno de los mejores conservados es una circunferencia inscrita en un cuadrado con motivos florales, vegetales y geométricos (con formas de meandro y espirales), mientras en las esquinas se representan cuatro figuras femeninas. Otro de los mosaicos tiene representado el rapto de Europa por Zeus, junto a pequeños amorcillos montados sobre monstruos marinos, todo ello enmarcado por figuras geométricas de dobles meandros.
Es también destacable una amplia terraza que ofrecía una vista panorámica del entorno. Por otra parte, el palacio contaba con un complejo sistema de drenaje y abastecimiento de agua.